# Зеда-Кондиди
Зеда-Кондиди (груз. ზედა კონდიდი) — село в Грузии, на территории Кобулетского муниципалитета автономной республики Аджария.

## География
Село находится в юго-западной части Грузии, к северу от реки Кинтриши, на расстоянии 5 километров (по прямой) к востоку от города Кобулети, административного центра муниципалитета. Абсолютная высота — 87 метров над уровнем моря.

## Население
По результатам официальной переписи населения 2014 года, в Зеда-Кондиди проживало 308 человек (154 мужчины и 154 женщины). В национальной структуре населения грузины составляли 100 %.
| Год  | Население, человек |
| ---- | ------------------ |
| 2002 | 437                |
| 2014 | ↘ 308              |